# Нагрудний знак зенітної артилерії
Нагрудний знак «Сухопутна зенітна артилерія» (нім. Heeres-Flakabzeichen) — німецька нагорода у вигляді нагрудного знака, якою нагороджувалися солдати та офіцери зенітної артилерії Вермахту за бойові заслуги, а також служб світлового стеження та радарних підрозділів, як при відбитті нападі ворожих літаків, так і в рамках бойових дій на землі.

## Підстави нагородження
Існувала система очок, причому для нагородження знаком, потрібно було набрати принаймні 16 очок:
4 пункти — за знищення ворожого літака важкою зенітною батареєю або одним легким взводом (без інших батарей або взводів).
2 пункти — за участь у знищенні ворожого літака.
1 пункт — за перше, орієнтоване по звуку захоплення ворожого літака у світло прожектора.

## Дизайн
Нагрудний знак являв собою позолочений цинковий вінок з дубового листя, в центрі якого вміщено зображення гармати калібру 88 мм, над яким розташований імперський орел, що стискає в кігтях свастику.

## Правила носіння
Нагрудний знак носився з лівого боку відразу під Залізним хрестом 1-го класу або аналогічною йому нагородою. Міг носитися також на цивільному одязі.